# Stefan III (påve)
Stefan III (från 1500-talet till 1960 benämnd Stefan IV, latin: Stephanus IV), född 720 på Sicilien, död 24 januari 772, var påve i Rom från 1 augusti 768 till 24 januari 772. 

## Biografi
Stefan var född på Sicilien och var son till en man vid namn Olivus. Han kom till Rom under Gregorius III:s pontifikat och gjorde karriär i kurian. Han hade först inträtt i benediktinorden, och sedan prästvigts av påve Zacharias. Påve Paulus I utsåg honom år 761 till kardinalpräst med Santa Cecilia som titelkyrka.
Sedan motpåvarna Constantinus, som var lekman, och Filippus blivit avsatta, valdes Stefan till påve, och kröntes den 7 augusti 768. Uppgifterna varierar om besluten från det koncilium som hölls i april 769 och vid vilket Constantinus formellt avsattes, men vissa nya regler för påveval infördes och bruket att vörda ikoner bekräftades som tillåtligt (jämför ikonoklasm). För att förhindra att en liknande schism uppstod som med Constantinus, förklarades lekmän icke valbara till påvestolen. Stefan fick också ingripa konkret mot lekmännen, sedan de utan framgång försökte slå ner ärkediakonen Leo i Ravenna; samtidigt lyckades Stefan erövra en del av langobardernas territorier. 
Stefan skall ha lierat sig mer med lombarderna än med frankerna. Han efterträddes av Hadrianus I. Den rättmätige påve som Konstantin II usurperat från påvestolen, och vars efterträdare Stefan kyrkorättsligt var, var Paulus I.
Vissa martyrologier har upptagit Stefans namn som helgon.